# Adelges aenigmaticus
Adelges aenigmaticus är en insektsart som beskrevs av Annand 1928. Adelges aenigmaticus ingår i släktet Adelges och familjen barrlöss. Inga underarter finns listade i Catalogue of Life.